# Thököly út
Thököly út ([ˈtøkøli ˈuːt]) est une voie structurante de Budapest, située entre Baross tér et Bosnyák tér. Elle porte le nom d'Imre Thököly.